# Changlong, Chongqing
Changlong (kinesiska: 长龙) är en köping i sydvästra Kina. Den ligger i Dianjiang härad i storstadsområdet Chongqing, omkring 120 kilometer nordost om det centrala stadsdistriktet Yuzhong. Antalet invånare är 16 605. Befolkningen består av 8 288 kvinnor och 8 317 män. Barn under 15 år utgör 26,0 %, vuxna 15-64 år 59 %, och äldre över 65 år 13,0 %.